# Cal Tresserra
Cal Tresserra (en algunes fonts Cal Trasserra) és una masia del municipi de Puig-reig (Berguedà) inclosa en l'Inventari del Patrimoni Arquitectònic de Catalunya.

## Descripció
Masia amb estructura de planta basilical, amb coberta a doble vessant, amb el carener perpendicular a la façana principal, orientada a migdia. Malgrat l'estructura clàssica, presenta una façana irregular més àmplia per la cara de ponent, que per altra banda és també la part més antiga de la casa, amb els tipus ordenats de carreu, rectangular i força regular, un gran portal d'arc de mig punt adovellat, un xic rebaixat, i les restes de finestres geminades d'arc apuntat, etc. Malgrat l'antigor de la masia, en els anys vuitanta restava desmillorada.

## Història
És una de les més antigues del poble. El topònim surt esmentat ja en documents del segle X com a "Tedguera" i fou, durant els segles XV al XIX, una de les moltes propietats que capbrevava al comanador de l'orde militar dels Hospitalers, amb seu a Puig-Reig. La casa actual és obre de finals del segle xvii (1689) i té annexa una petita església advocada a Sant Jaume, que va quedar sense culte després de la destrucció a l'inici de la Guerra Civil. A partir del 2004 es restaura la capella i es recupera l'Aplec de sant Jaume el dissabte següent a la festa del sant patró.
La casa conserva, malgrat romandre com a masoveria, un petit arxiu familiar sobre la documentació de Tresserra.